# Dhi Na'im (huyện)
Huyện Dhi Na'im là một huyện thuộc tỉnh Al Bayda', Yemen. Đến thời điểm năm 2003, huyện này có dân số 25759 người